# تاریخ معاصر ایران

تاریخ معاصر جهان و ایران دورانی از تاریخ است که از پایان جنگ جهانی دوم شروع و تا زمان حال ادامه دارد. این دوران در ایران از سال ۱۳۲۴ خورشیدی محسوب می‌شود که مصادف با سال چهارم پادشاهی محمدرضا پهلوی (۱۳۲۴ خورشیدی) است. این دوران در کتاب‌ها و منابع از ابتدای دوران قاجار نیز تعریف شده‌است. کودتای ۲۸ مرداد (۱۳۳۲)، انقلاب ۱۳۵۷، جنگ ایران و عراق (۱۳۵۹-۱۳۶۷) و از مهمترین وقایع تاریخ معاصر ایران است. تاریخ معاصر ایران شامل دو دوره است:
- گاه‌شمار پهلوی (از سال ۱۳۲۴ خورشیدی)
- گاه‌شمار تاریخ جمهوری اسلامی ایران